# Géza Morcsányi
Géza Morcsányi (Budapest, 28 de agosto de 1952-Budapest, 4 de enero de 2023) fue un actor, dramaturgo, traductor y profesor universitario húngaro. Su papel debut en el cine fue como Endre en la película dramática de 2017 On Body and Soul, la entrada húngara a la Mejor Película en Lengua Extranjera en los Edición 90° de los Premios Óscar. En 2005 recibió la Orden al Mérito de la República de Hungría.

## Biografía
Morcsányi nació en Budapest, Hungría, el 28 de agosto de 1952. Comenzó su carrera como dramaturgo en la película dramática para televisión de 1986 Kaméliás hölgy. Como editor de guiones, trabajó en dos películas, la película Pasaporte de 2001 y la película dramática de comedia Belleza húngara de 2003.
Morcsányi ue director de la editorial Magvető de 1995 a 2005. Falleció el 4 de enero de 2023, a la edad de 70 años.